# Liste der Kulturdenkmäler in Dennweiler-Frohnbach
In der Liste der Kulturdenkmäler in Dennweiler-Frohnbach sind alle Kulturdenkmäler der rheinland-pfälzischen Ortsgemeinde Dennweiler-Frohnbach aufgeführt. Grundlage ist die Denkmalliste des Landes Rheinland-Pfalz (Stand: 6. September 2022).

## Einzeldenkmäler
| Bezeichnung                 | Lage                          | Baujahr | Beschreibung | Bild            |
| --------------------------- | ----------------------------- | ------- | --- | --------------- |
| Ofenstein                   | Frohnbacherhof, an Nr. 9 Lage | um 1805 | Ofenstein, um 1805 | BW              |
| Protestantische Pfarrkirche | Hauptstraße 29 Lage           | 1906    | hausartiger sandsteingegliederter Putzbau über Bossenquadersockel, Glockenturm, 1906, Architekt Bauamtsassessor Dünnbier, Kaiserslautern | Fotos hochladen |